# CROSS〜ORIGINAL SINGLE COLLECTION
『CROSS -Original Single Collection-』（クロス オリジナル・シングル・コレクション）は、1999年3月25日に発売された久松史奈の3枚目のベスト・アルバム。

## 内容
9thオリジナル・アルバム『I DOLL』、バラード・ベスト『CROSS -Original Ballade Collection-』と共に同時発売となった、BMGビクター在籍時のシングル・ベスト・アルバム。シングル収録曲に加え2作のリテイクも収録。

## 収録曲
全作詞:久松史奈（特記以外）
1. LADY BLUE
作詞･作曲:TOM 編曲:村上啓介
2. FOR MY FRIENDS
作詞･作曲:TOM 編曲:村上啓介
3. OH MY GOD!
作詞･作曲:TOM 編曲:村上啓介
4. ALIVE
作曲:羽田一郎 編曲:村上啓介
5. 天使の休息
作詞:久松史奈・藤生ゆかり 作曲:藤生ゆかり 編曲:瀬尾一三
6. 微笑みながら
作曲:野田晴稔 編曲:瀬尾一三
7. MAYBE
作曲:野田晴稔 編曲:難波正司
8. さよならを教えて
作曲:立花瞳 編曲:瀬尾一三
9. BABY GIRL
作曲:野田晴稔 編曲:国吉良一
10. Wedding Kiss
作曲:羽田一郎 編曲:国吉良一
11. 大っキライだけど愛してる
作詞:久松史奈・鮎川めぐみ 作曲:TSUKASA 編曲:瀬尾一三
12. YES MY FRIEND
作曲:羽田一郎 編曲:西川進
13. Chance
作曲:羽田一郎 編曲:西川進
14. Brand New Day（New Ver.）
作曲:TSUKASA 編曲:西川進
15. Never say goodbye（New Ver.）
作曲:宇佐元恭一 編曲:松井敬治